# Herb powiatu pruszkowskiego
Herb powiatu pruszkowskiego – jeden z symboli powiatu pruszkowskiego.

## Wygląd i symbolika
Herb przedstawia na tarczy dwudzielnej z lewa w skos w polu pierwszym czerwonym srebrny orzeł mazowiecki, w polu drugim błękitnym, złoty rycerz z mieczem i tarczą (nawiązujący do herbu Grzymała), na srebrnej tarczy zielony smok czerski.